# 四十柱宮
四十柱宮（波斯語：（意為“四十柱”））位於伊朗的伊斯法罕，是一座座落於花園中央、狹長水池盡頭的宮殿。由薩非王朝國王阿巴斯二世所建，供其享樂和用於招待。2011年聯合國教科文組織將其連同其它八座波斯園林一同作為波斯園林列入世界遺產。
支撐宮殿入口的二十根木製細長柱子，加上在水池中的倒影，一共是四十根。因此得名“四十柱宮”。

## 圖像
與注重宏偉的鄂圖曼和莫卧兒建筑不同，薩非王朝建筑更注重於細節。

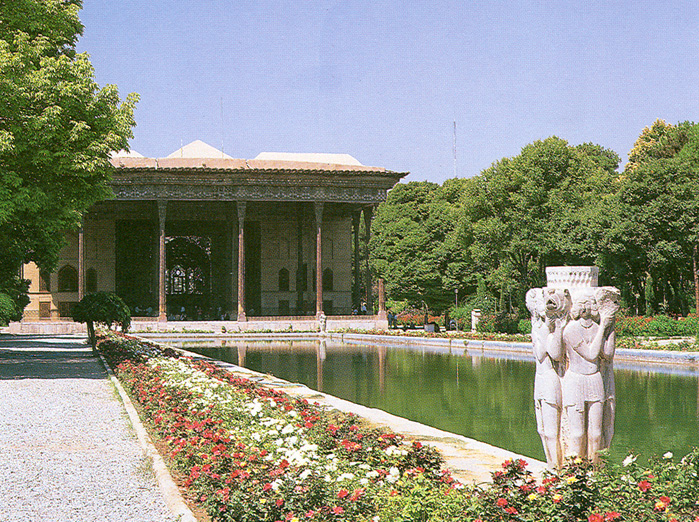
四十柱宮與正面的水池
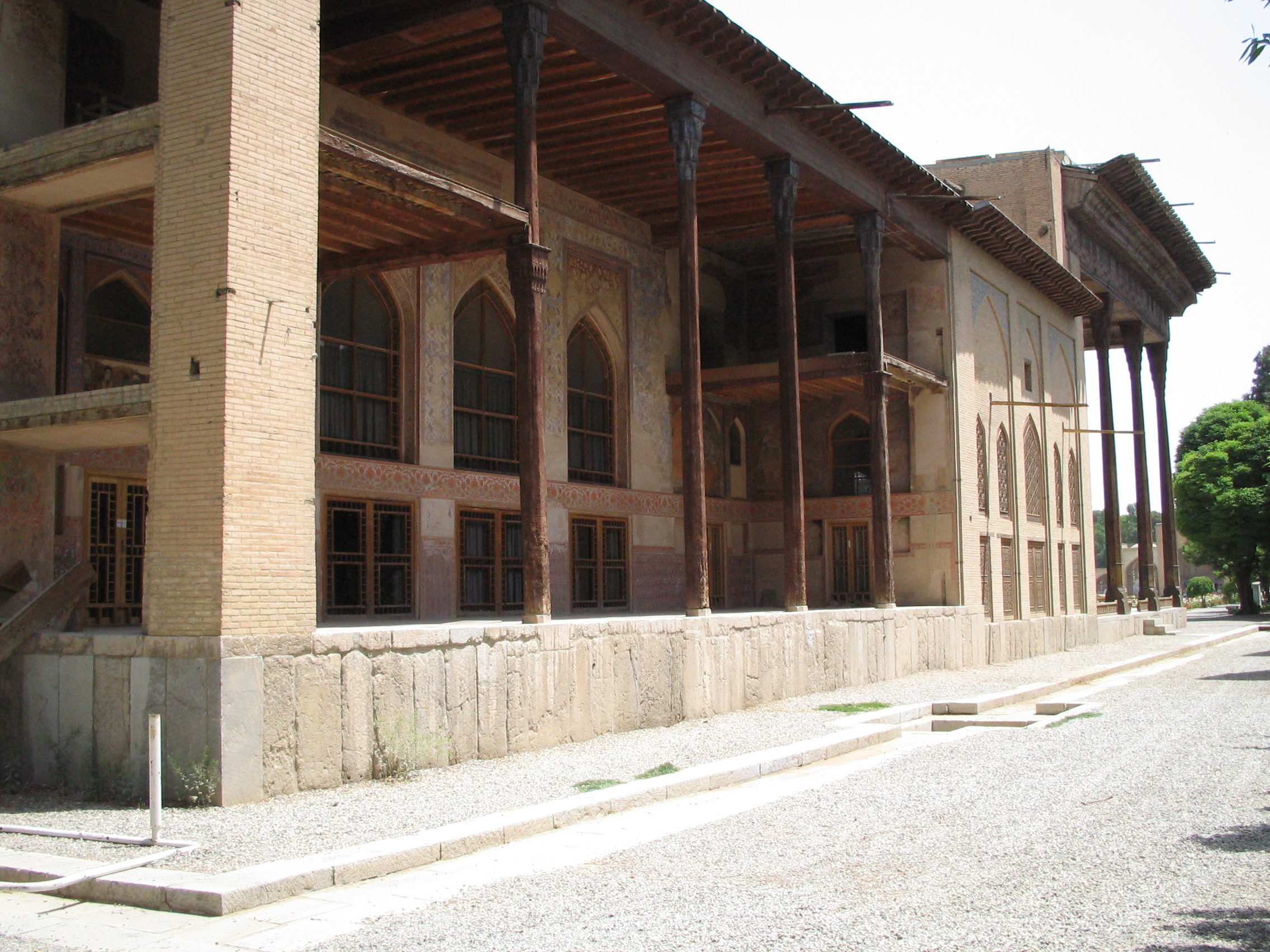
側面
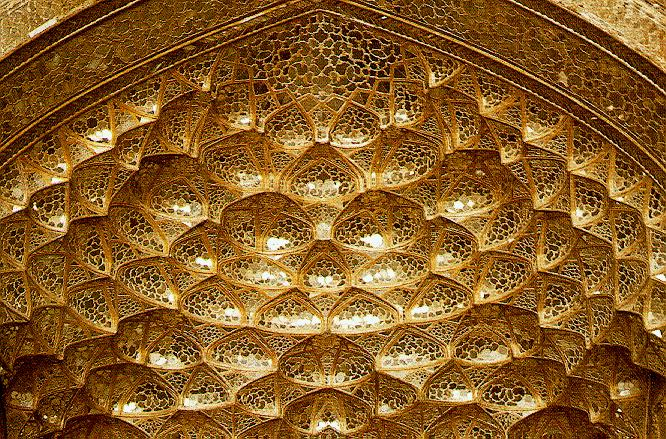
正門的金色蜂窩狀外觀
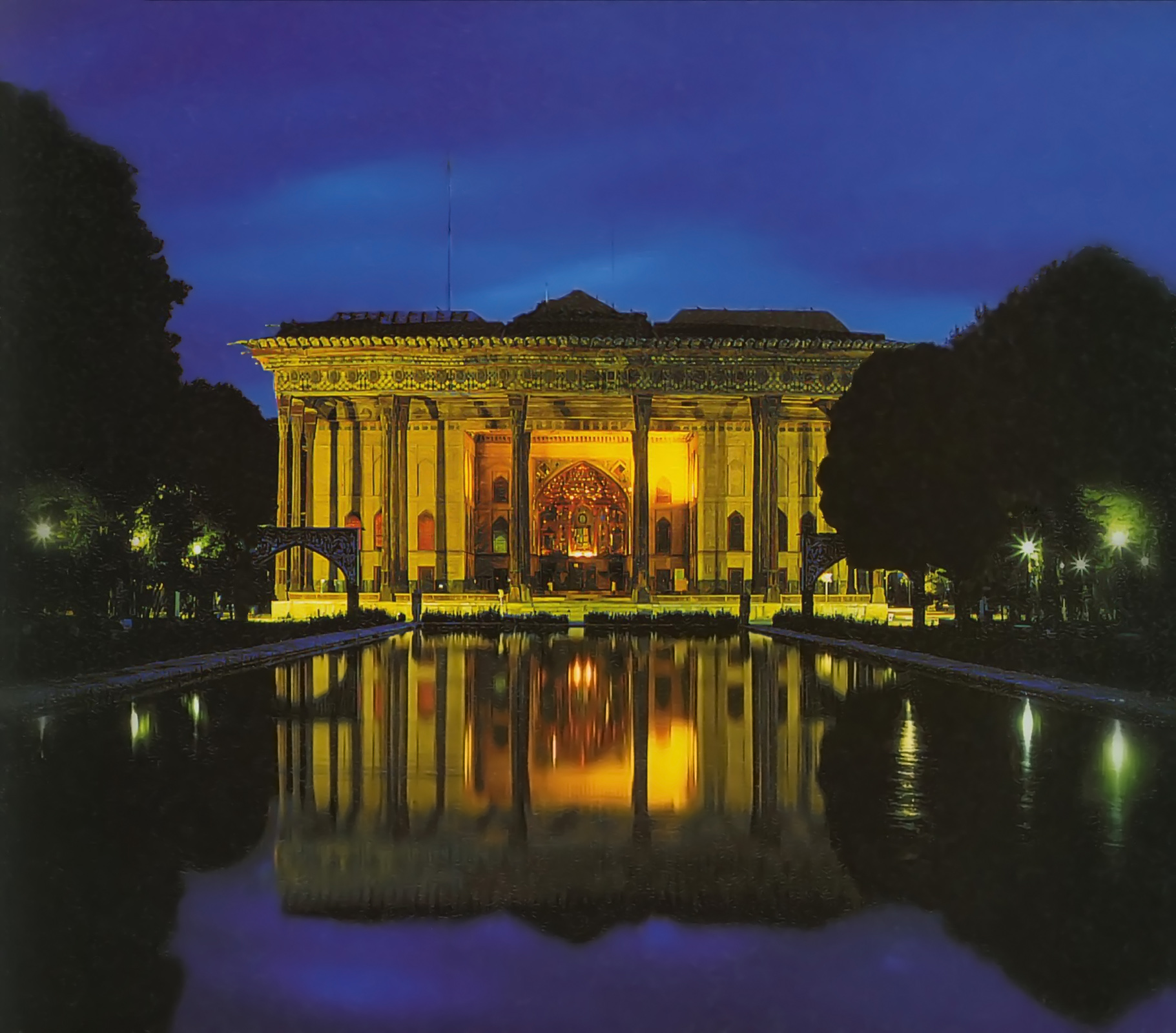
夜景
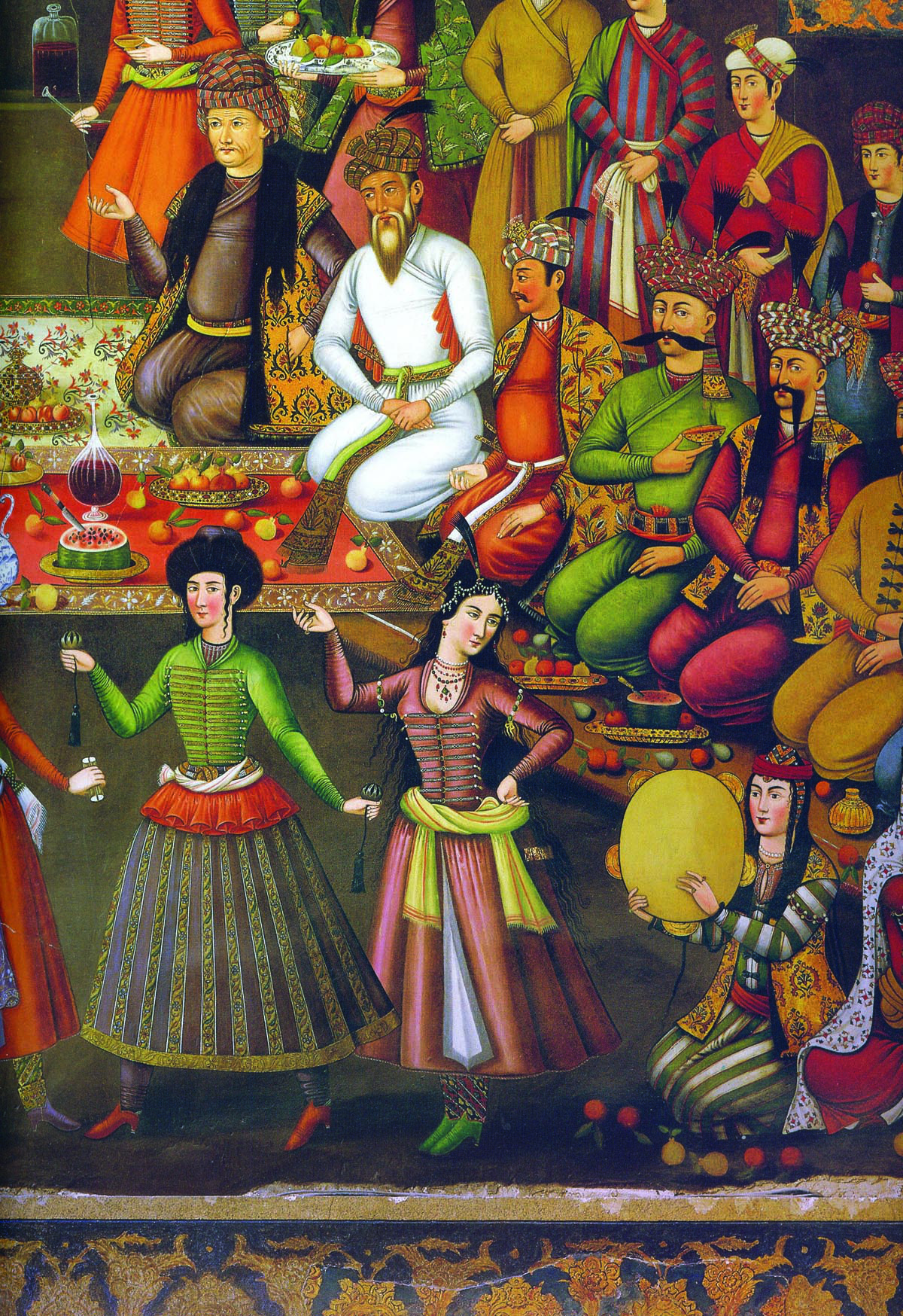
宮殿內的壁畫
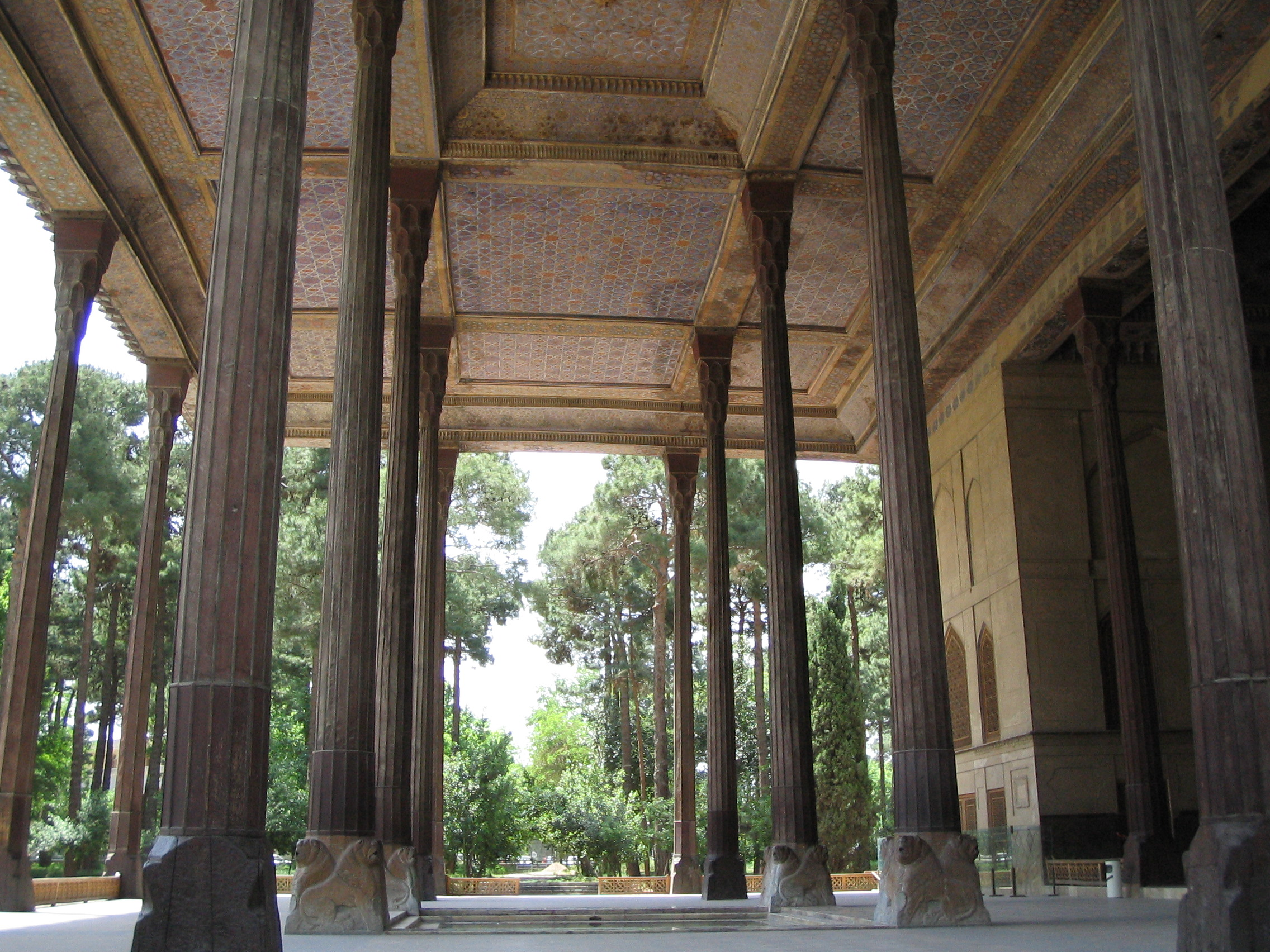
宫殿入口的柱子
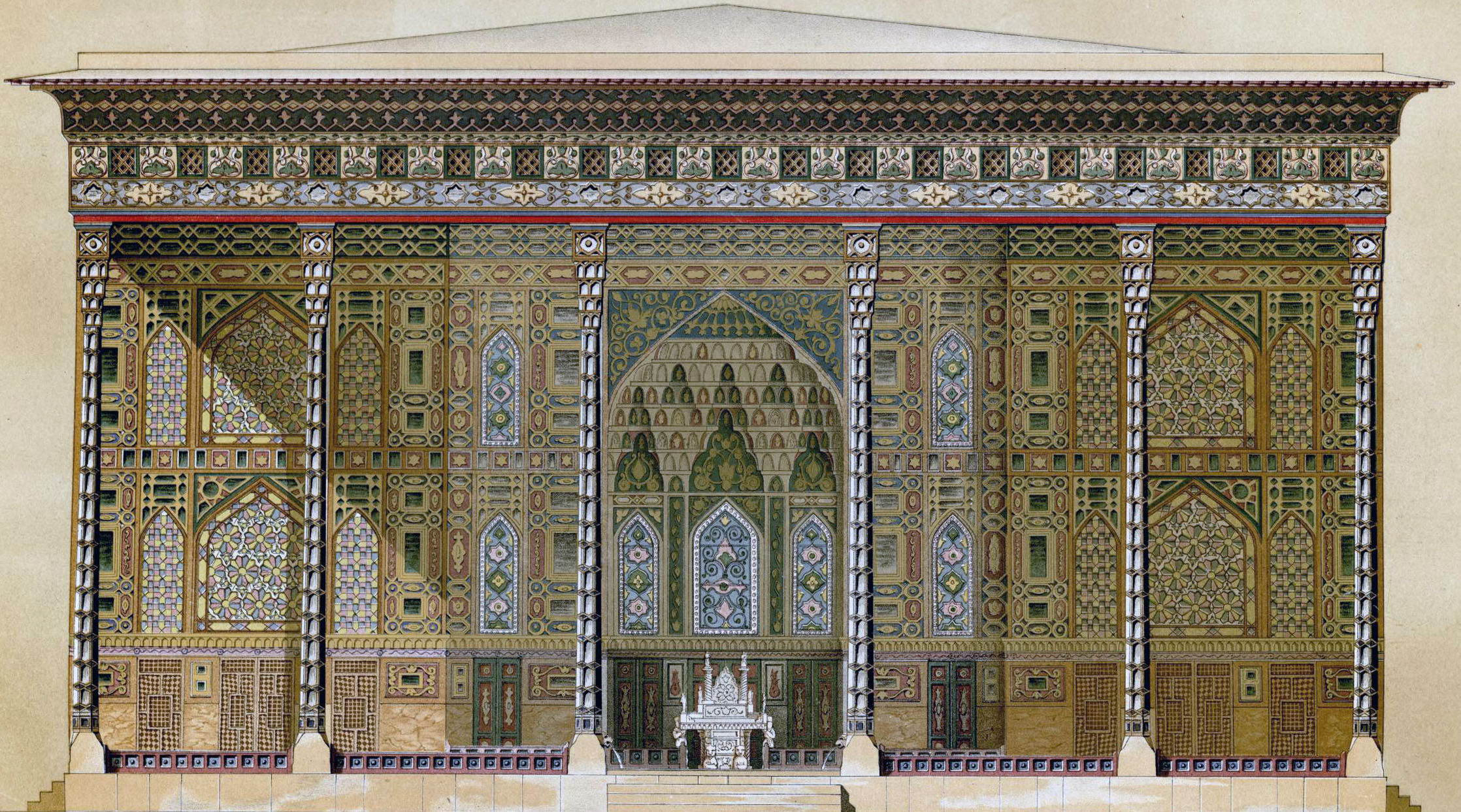
法國建築師帕斯卡爾·科斯特繪於1840年
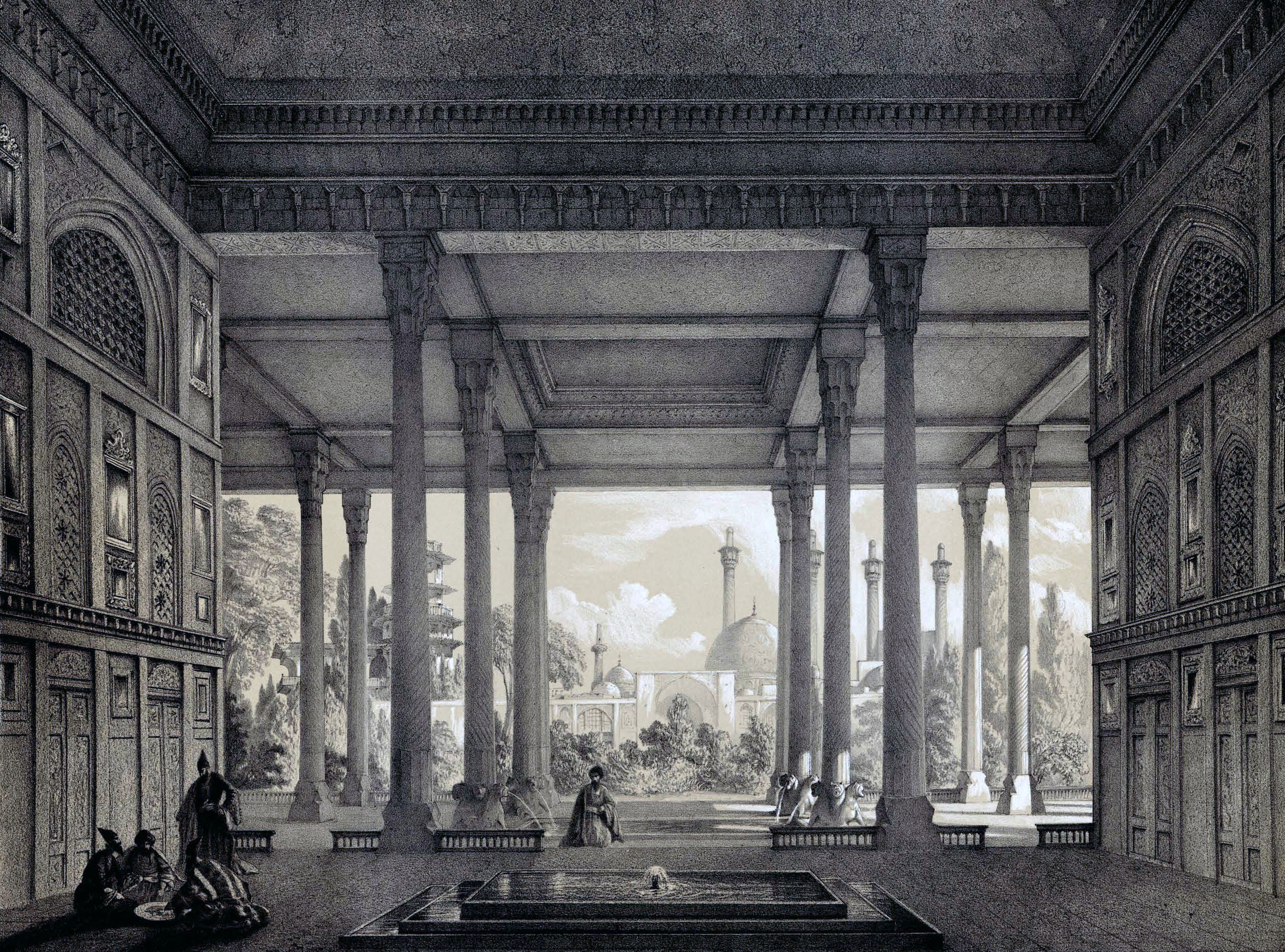
法國建築師Eugène Flandin繪於1840年